# ディック (ファイナンス)
ディック（DIC）は、アメリカのシティグループ傘下の消費者金融会社であるCFJ合同会社が展開していた消費者金融ブランドの一つ。2008年11月28日に全ての新規受付を停止し、日本から撤退した。

## 歴史

### 成り立ち

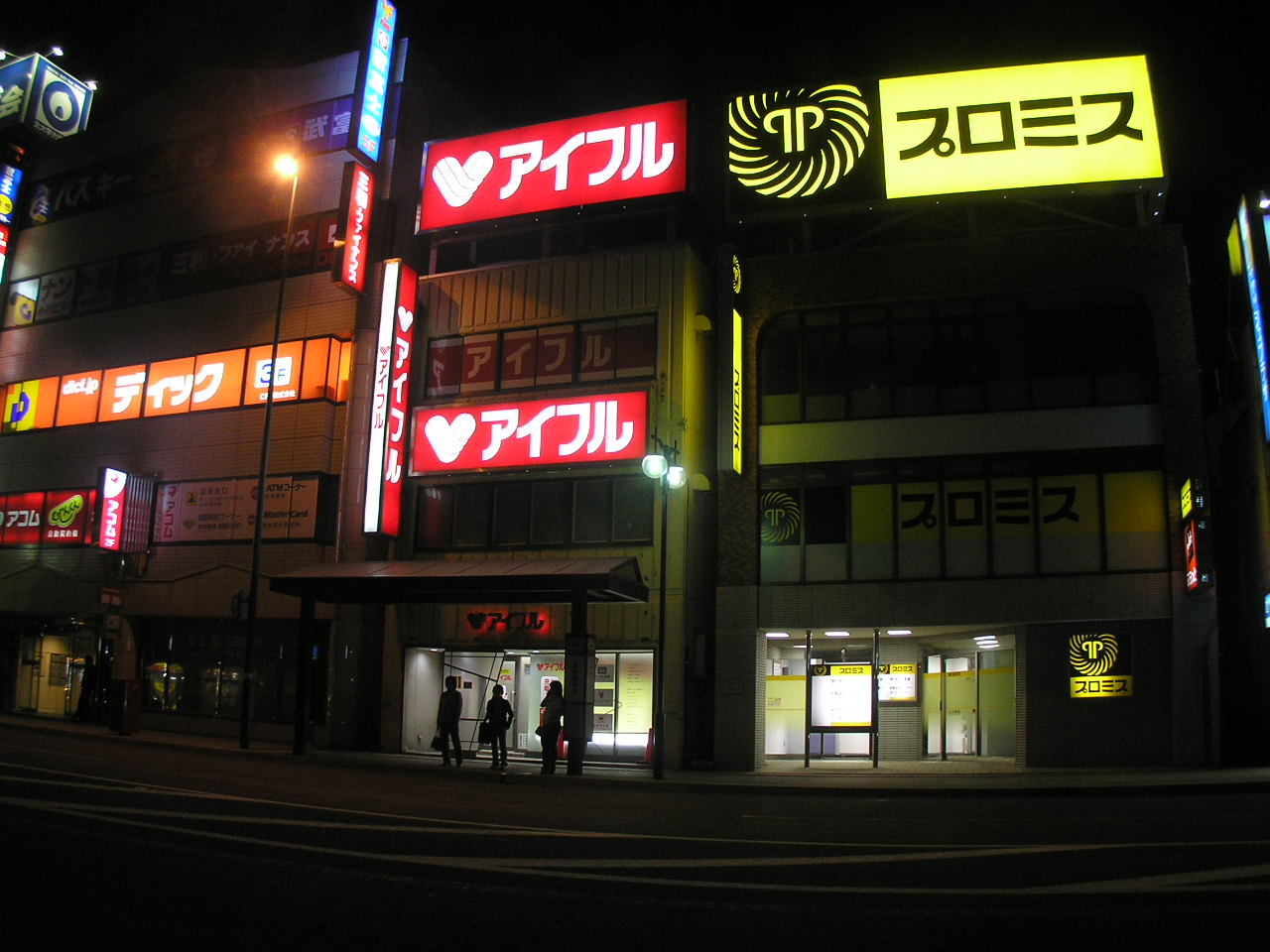
他の消費者金融と競合するように出店していた頃の店舗。左端のオレンジ色の看板（北海道）

ディックファイナンス株式会社は1974年（会社設立は1975年）にダイエーグループ入りした消費者金融会社で、大阪市に本社を置き店舗網も大阪府を中心としていた。ダイエーの関連会社から融資を受けていたが、焦げ付いたため会社ごと引き取られた。
ダイエーグループ再建の過程で、黒字の事業ではあったがサラ金批判などが高まっていた事もあり1998年に株式がフォード・モーターの金融子会社アソシエーツ・ファースト・キャピタル（AFCC）へ売却された。

### シティグループ
2000年にAFCCがフォードからシティグループへ売却されてシティ傘下となる。2002年に電話担保金融業者の株式会社マルフクから店舗、債権等を譲受する。
2003年1月にシティグループの消費者金融3社が経営統合され、存続会社をディックファイナンス株式会社として新たに「CFJ株式会社」が発足し、「ディック」は新会社のブランドの1つとなった。「CFJ」の社名はアメリカや香港など複数の国で不動産担保融資、サブプライムローンなどの消費者向け金融事業を行う「シティファイナンシャル（Citifinancial）」の頭文字に「ジャパン」の「J」を合わせたものである。
なお本社の幹部社員の名刺は、「Citi」や「Citifinancial」のロゴが配されている他のシティグループと同じものだったが、日本で評判の悪い消費者金融（サラ金）をシティグループが運営していることを知られることを嫌い、店舗の社員の名刺やマーケティング活動では、「Citi」ロゴや「シティグループ」、もしくは「シティファイナンシャル」のロゴや社名は一切明記されなかった。
しかし、2005年ころの全盛期は社員数も5,000人以上、店舗数も全国で500店舗以上となり、武富士、アイフル、レイク、プロミスに次ぐ、日本でも大手の消費者金融であった。また、マスターカードのクレジットカードもあった。

### ブランド統一・周知とオンライン強化
さらにサービスの充実を図るため、2006年上半期から「ディックが大きくなって生まれ変わります」をキャッチフレーズに旧フォード・モーター系の「アイク」を「ディック」に統一し、テレビやラジオCMも「アイク」から「ディック」へ変更した。以前は関東と北海道でアイク、ほかの地域でディックなど地域によりテレビCMが異なる場合があった。
2006年から2007年にかけて、インターネットや携帯電話によるサービス提供や新規顧客獲得の告知に、バイラルCM「ワクワクウォッチング」やセカンドライフなどを使った各種広告キャンペーンを展開した。

### 事業縮小
しかし、消費者金融事業の環境変化や、全世界でのシティグループの経営状況の悪化を受け、最盛期は全国で500店舗以上であった有人店舗を2007年1月に270店舗閉鎖し、社員の解雇や早期退職の募集、ほかのシティグループへの移動をすすめ、2007年末に全国の無人店舗も閉鎖した。
さらに、2008年6月6日に報道発表の「シティの消費者金融事業における更なる見直しについて」で、消費者金融事業を大幅に縮小して全店舗を閉鎖し、今後も経営は継続するもののインターネットと電話で貸し付けるとした。この頃は社員も数百人に減っていた。

### 事業撤退
親会社のシティが、アメリカでサブプライムローン関連で6兆円を超す巨額損失を計上して経営が悪化した影響を受け、2008年11月28日に全ての新規受付を停止し、同日にCFJを合同会社へ改組した。新規の融資希望者は同年9月に業務提携した三洋信販への誘導を行っていた。
2009年3月28日にユニマットレディスを統合してディックに一本化した。2010年10月1日に三洋信販がプロミスに吸収合併され、新規の貸付申込はプロミスを紹介したが、その後はアイフルを紹介していた。

## サービス概要

### インターネット・携帯
インターネットや携帯サイトでのディック会員専用サービスを利用した残高照会・振込予約、利用可能額増額申込みが可能で、インターネットによる新規申込者の仮審査の結果回答は60秒以内となっていた。すでに大日本インキ化学（現DIC）が「dic」のドメイン名を取得していることにより、ウェブサイトのドメインは「dicf.jp」となっている。

#### 「ケイタイプ」
店舗や無人契約機への来店の必要がなく、申し込みのプロセスにおいて自宅などへの郵送物の送付がなされない、携帯電話を使ったローン申し込みアプリケーションである「ケイタイプ」サービスの提供を2007年6月に開始したが、2008年11月にサービスの提供を中止した。

### キャッシングプラン
無担保ローン50、スーパー300、ホームバリュー400、不動産担保ローン2400など、目的に合わせた数種類のキャッシングプランが提供されていた。

### その他のサービス
- ファミリーマートのFamiポートで24時間申込受け付け。
- 全国の都道府県にある支店や、1000ヶ所以上に設置されている無人店舗・自動契約機の他に、提携銀行・コンビニエンスストアの約71,000台（2006年3月現在）の提携ATM、CD機でカードで借り入れ、返済が可能。
- マスターカードのクレジットカードもあった。
- 不動産ローンの専任スタッフによる相談。
- ファイナンシャル・ソリューションという名称で、ディックとの取引の有無に関係無くキャッシングの支払いに困った利用者を中立の立場で支援するサイト。

などが用意されていた。

## 使用可能ATM/CD（当時）
プロミス・セブン銀行・イオン銀行のATMでの返済、Loppi・Famiポートでの返済受付のみ行っていたが、これらはすべて2021年1月15日23時をもって利用できなくなった。

## 兄弟ブランド
女性専用キャッシングのユニマットレディスを展開していた。詳細は同項を参照のこと。